# Station Biwako-hamaotsu
Station Biwako-hamaōtsu (びわ湖浜大津駅, Biwako-hamaōtsu-eki) is een spoorwegstation in de Japanse stad Ōtsu. Het wordt aangedaan door de Ishiyama-Sakamoto-lijn en de Keishin-lijn en is van de laatstgenoemde het eindstation. Het station heeft twee sporen, gelegen aan een enkel eilandperron.

## Lijnen

### Keihan
| 1 | ■ Ishiyama-Sakamoto-lijn ■ Keishin-lijn | richting Sakamoto richting Keihan Yamashina en Sanjō Keihan |
| 2 | ■ Ishiyama-Sakamoto-lijn ■ Keishin-lijn | richting Keihan Zeze en Ishiyamadera uitstapperron          |

## Geschiedenis
Het station werd in 1880 onder de naam Ōtsu aan de Tōkaidō-lijn geopend. In 1913 werd het traject van de Tōkaidō-lijn gewijzigd en kwam het station aan de voormalige Kōjaku-lijn te liggen. In 1925 werd de Ishiyama-Sakamoto-lijn tot aan dit station verlengd. Nadat het station al enkele decennia de bijnaam Hamaōtsu had, werd dit in 1981 de officiële stationsnaam. 

## Overig openbaar vervoer
Bussen van Keihan, de Ōmi Spoorwegmaatschappij en Kōjaku. Daarnaast is er ook een busdienst van en naar Tokio, genaamd Biwako Dream. 

## Stationsomgeving
- Biwameer
- Haven van Ōtsu
- Biwako Aqus (multifunctioneel complex)
  - Lotteria
- Biwako Hotel
- Asuto Hamaōtsu (multifunctioneel complex)
- FamilyMart
- Autoweg 161

Ishiyamadera · Karahashimae · Keihan Ishiyama · Awazu · Kawaragahama · Nakanoshō · Zezehonmachi · Nishiki · Keihan Zeze · Ishiba · Shimanoseki · Hamaōtsu · Miidera · Bessho · Ōjiyama · Ōmijingūmae · Minami-Shiga · Shigasato · Anō · Matsunobamba · Sakamoto